# 雷波碘泡虫
雷波碘泡虫（学名：Myxobolus leipoensis）为碘泡科碘泡虫属的动物。在中国，分布于四川等，营寄生生活，寄生在云南光唇鱼的肾。